# Bayerella vernalis
Bayerella vernalis là một loài ruồi trong họ Tachinidae.